# Пашнин, Астафий Фёдорович
Астафий Фёдорович Пашнин (1907, Сугояк, Пермская губерния — 1983, Копейск, Челябинская область) — шахтёр Челябинского угольного бассейна, новатор производства, Герой Социалистического Труда (1948).

## Биография
Астафий Пашнин родился в 1907 году в селе Сугоякском Сугоякской волости Шадринского уезда Пермской губернии, ныне село Сугояк — административный центр Сугоякского сельского поселения Красноармейского района Челябинской области. Русский.
С 1920 был батраком. С 1928 работал саночником, затем забойщиком на шахте № 3 в Копейске.
В 1940—1955 — бригадир проходческой бригады треста «Челябшахтострой». Участвовал в строительстве шахт № 17, 46, 55 и др. В годы Великой Отечественной войны выступил инициатором скоростной проходки горных выработок с использованием буровзрывных работ и графика цикличности. Досрочно завершив 5-летний план (1946—50), его бригада прошла свыше 300 м горных выработок в счет 1950 года. Работая одновременно в 3 забоях, Пашнин установил рекорд, пройдя за смену 7 погонных метров штрека и выполнив норму более чем на 800%.
Обучил профессии проходчика свыше 20 молодых рабочих.
Астафий Фёдорович Пашнин скончался в 1983 году в городе Копейске Челябинской области.

## Награды и звания
- Герой Социалистического Труда, 28 августа 1948 года
  - Орден Ленина № 79075
  - Медаль «Серп и Молот» № 2843
- Орден Трудового Красного Знамени, дважды: 1943 год, 2* августа 1953 года
- Медаль «За трудовую доблесть», 28 октября 1949 года
- Медаль «За трудовое отличие», 4 сентября 1948 года
- Почётный шахтёр СССР
- Знак «Шахтёрская слава»